# Parco nazionale di Pallas-Yllästunturi
Il Parco Nazionale di Pallas-Yllästunturi è il terzo parco nazionale più grande della Finlandia, con una superficie di 1020 km2. Il parco si trova nella regione della Lapponia occidentale e abbraccia i comuni di Enontekiö, Kittilä, Kolari e Muonio. Il paesaggio è dominato da una catena collinare di circa 100 km e da foreste di conifere tipiche della regione della taiga settentrionale. Con 561.216 presenze nel 2019, risulta il parco nazionale più popolare della Finlandia.
In base a un sondaggio condotto tra i visitatori, il Parco Nazionale Pallas-Yllästunturi è apprezzato in particolare per i paesaggi, l’ampia rete di sentieri da trekking e sci di fondo, nonché per la pulizia e la sicurezza nel complesso. Il colle Pallastunturi è stato selezionato come uno dei paesaggi nazionali della Finlandia.

## Escursioni
Il Parco Nazionale di Pallas-Yllästunturi ospita decine di sentieri per escursioni a piedi e sugli sci con vari livelli di difficoltà. Lungo i sentieri è possibile ammirare la variopinta natura del parco nazionale, con percorsi che raggiungono la cima dei colli e altri che attraversano regioni boschive caratterizzate da fauna selvatica e paludi.
È possibile visitare il parco a piedi, in mountain bike, canoa, sci e ciaspole, su percorsi di varie lunghezze per escursioni di uno o più giorni. È in ogni caso possibile raggiungere la cima dei colli in giornata. Popolari escursioni di un giorno includono il sentiero di Pyhäkero, la salita di Pirunkuru, il sentiero di Varkaankuru e i sentieri ad anello di Taivaskero, Kesänkijärvi e Tuomikuru.
La maggior parte dei percorsi includono sentieri ad anello con aree bivacco mantenute, che dispongono di tende lapponi (kota), tettoie di legno, punti fuoco, punti panoramici, rifugi gratuiti e su prenotazione. La lunghezza totale dei sentieri estivi del parco è di 340 km, a cui vanno aggiunti circa 200 km nelle sue immediate vicinanze. Escursioni in mountain bike sono consentite, con alcune eccezioni, solo sui sentieri estivi segnalati. D’inverno il parco dispone di oltre 500 km di sentieri per sci di fondo e oltre 100 km di sentieri escursionistici, percorribili a piedi, con ciaspole e in mountain bike.
Il sentiero più popolare del parco è il Percorso escursionistico di Hetta-Pallas, il più antico sentiero segnalato della Finlandia, risalente al 1934. Il sentiero, lungo circa 50 km, può essere percorso in entrambe le direzioni e attraversa altopiani e gole raggiungendo numerose cime. Lungo il percorso si trovano inoltre numerosi rifugi gratuiti e su prenotazione.

## Geografia e natura
Il paesaggio del Parco Nazionale di Pallas-Yllästunturi è dominato da una catena collinare, residuo di un'antica montagna a pieghe: le attuali colline arrotondate costituiscono la base delle pieghe sulle quali si erano formate le montagne. Il punto più alto del parco nazionale è la cima Taivaskero di Pallastunturi, a 809 metri sul livello del mare. Le altre vette includono Pyhäkero, Lumikero, Laukukero e Palkaskero. Kero in finlandese indica la vetta arrotondata di un colle privo di alberi.
La natura del Parco Nazionale di Pallas-Yllästunturi ospita svariati habitat: paludi, foreste di conifere, antiche foreste vergini, colline prive di alberi e foreste decidue.

### Vegetazione e corsi d'acqua
La ricca vegetazione del parco nazionale include varie specie di alberi, tra cui pini, abeti e betulle di collina. La vegetazione tipica dei colli oltre il limite degli alberi vede la presenza di piante a bassa crescita come betulla nana, diapensia della Lapponia, corbezzolo alpino ed empetro nero. Nella folta vegetazione del sottobosco lungo gli argini dei torrenti è possibile trovare felci, angeliche e mezerei. Le foreste di conifere ospitano numerose suffruttrici, in particolare piante di mirtillo nero e rosso. Nelle zone umide della foresta vergine il sottobosco è popolato da geranio silvano, corniolo svedese e numerose specie rare di muschio e funghi.
Oltre alle foreste di conifere e ai colli, anche le paludi costituiscono un paesaggio tipico del Parco Nazionale di Pallas-Yllästunturi, dove è possibile osservare piante tipiche quali Rhododendron tomentosum, pennacchio guainato, camemoro e mirtillo blu. Nelle aree ad alta concentrazione di calcare è rilevata la crescita di rare orchidee.
Il parco nazionale ospita numerosi laghi, stagni e torrenti. Il lago più grande del parco è il Pallasjärvi, situato a sud-est del Centro visitatori di Pallastunturi.
I più grandi mammiferi del parco sono la renna e l’alce. Durante l'estate le renne apprezzano soprattutto le alture dei colli e le paludi. Tra i mammiferi tipici della regione troviamo lepre, volpe, martora, lemming norvegese, scoiattolo e varie specie di talpa. Tra i più grandi predatori della Finlandia il parco ospita orsi e linci.
Nel Parco Nazionale di Pallas-Yllästunturi è possibile osservare varie specie di uccelli settentrionali e meridionali. Tra le specie del nord troviamo la pernice bianca, la pernice bianca nordica e il piviere tortolino. I rigogliosi boschi di abeti sono popolati in particolare da specie del sud come merli e lui verdi. Le foreste ospitano anche cinciallegre, ghiandaie siberiane e ciuffolotti delle pinete. In zone popolate da talpe, è possibile scorgere gufi e falchi. Il tipico abitante dei torrenti è il merlo acquaiolo, che si tuffa nell'acqua corrente anche d’inverno. Tra le altre specie di uccelli del parco nazionale vengono annoverate il pettazzurro, il piro-piro boschereccio, la cutrettola, il combattente e il totano moro.

### Clima e fenomeni naturali
La posizione del Parco Nazionale di Pallas-Yllästunturi a nord del circolo polare artico è caratterizzata da tipiche variazioni stagionali del clima e fenomeni naturali. L'inverno include il periodo della notte polare da dicembre a gennaio con neve, gelate fino a -30 °C e poca luce solare. Durante le sere e le notti serene è possibile osservare numerose stelle e l’aurora boreale.
La copertura nevosa nel parco nazionale raggiunge il massimo tra marzo e aprile, quando sulle montagne e nelle foreste può essere rilevato oltre un metro di neve. All'inizio della primavera il numero di ore di luce cresce rapidamente, mentre al contempo la neve inizia a sciogliersi. L'estate inizia a metà giugno e fino alla fine di luglio è possibile ammirare il sole di mezzanotte, periodo in cui il sole non scende mai sotto l’orizzonte.
Il periodo della cosiddetta ruska, quando le foglie degli alberi cambiano colore, inizia sulle montagne della Lapponia occidentale solitamente a metà settembre e dura da due a tre settimane. La prima neve scende generalmente nella seconda metà di ottobre, anche se si rilevano occasionalmente saltuarie nevicate estive, soprattutto nella zona di Pallas-Ounastunturi.

## Responsabilità
Il Parco Nazionale di Pallas-Yllästunturi ha ottenuto la Carta Europea per il Turismo Sostenibile nelle Aree Protette (CETS FASE I) nei periodi 2013-2018 e 2019-2023. La carta è rilasciata dalla Federazione della natura e dei parchi naturali d’Europa EUROPARC.
Tutti i parchi nazionali della Finlandia seguono il principio dell'”escursionismo senza rifiuti”, il cui obiettivo è rimuovere tutti i rifiuti dal terreno e portarli nei punti di raccolta, per ridurre la quantità di spazzatura nella natura.
I punti di smistamento rifiuti sono situati presso i centri visitatori di Pallastunturi, Tunturi-Lappi e Yllästunturi, presso i quali è possibile differenziare carta, cartone, vetro, metallo e batterie. I rifiuti organici possono essere concimati nei servizi igienici a secco e i rifiuti combustibili possono essere bruciati in piccole quantità nei falò.
Nel parco viene misurata regolarmente la purezza dell’aria presso la stazione di misurazione di Sammaltunturi del Finnish Meteorological Institute. In base al rapporto dell'Organizzazione Mondiale della Sanità, Sammaltunturi è una delle stazioni meteorologiche in cui viene misurata l'aria più pulita del mondo, con concentrazioni di particolato inferiori ai 4 µg/m3.

## Centri visitatori
Il Parco Nazionale di Pallas-Yllästunturi ospita tre centri visitatori: il centro visitatori Kellokas presso Yllästunturi, il centro visitatori Pallastunturin luontokeskus e il centro visitatori Tunturi-Lapin luontokeskus a Hetta. dove è possibile reperire informazioni sul parco nazionale e sulle escursioni. Le mostre Meän elämää, Metsästä paljakalle e Vuovjjuš - Kulkijat presentano la natura e la cultura della zona. Nei centri è anche possibile assistere a film e mostre d'arte, e acquistare prodotti a base di ingredienti naturali.

## Storia
L’idea per la creazione di parchi nazionali fu presentata per la prima volta in Finlandia nel 1910. Nella sua relazione, il Comitato per la tutela delle foreste propose l'istituzione di parchi nazionali a Pallastunturi e a Pyhätunturi presso Pelkosenniemi. Il botanico finlandese Kaarlo Linkola fu uno dei più ferventi sostenitori per la creazione di un parco nazionale nell'area di Pallastunturi.
La proposta di istituire un’area adibita a riserva naturale nella regione di Pallas-Ounastunturi fu approvata dal parlamento finlandese del 1928 e, dopo svariate relazioni e presentazioni, i primi parchi nazionali finlandesi furono istituiti nel 1938, tra cui figurò il Parco Nazionale di Pallas-Ounastunturi.
La promozione del turismo nella zona del Parco Nazionale di Pallas-Yllästunturi risale agli anni '30, quando vennero organizzati i primi corsi di sci alpino sulla cima Pyhäkero di Ounastunturi e sul colle Pallastunturi. Nello stesso periodo iniziarono attività turistiche anche presso il villaggio di Äkäslompolo.
Il Parco Nazionale di Pallas-Yllästunturi è stato istituito nel 2005. Il nuovo parco include il vecchio Parco Nazionale di Pallas-Ounastunturi e svariate aree naturali circostanti, tra cui i colli di Ylläs-Aakenus, foreste vergini e paludi appartenenti a vari programmi di conservazione.  Con l’istituzione del nuovo parco, il Parco Nazionale di Pallas-Ounastunturi è stato abolito. Il nuovo parco nazionale copre un’area di 1022 km².
La cima più alta del colle Yllästunturi e le sue stazioni sciistiche non fanno parte del parco nazionale, mentre ed esso è stata inclusa la stazione sciistica di Laukukero sul colle Pallastunturi.